# Conrad Crespí i Vergés
Conrad Crespí i Vergés (Sabadell, 4 d'agost de 1908 - 22 de març de 1982) fou un sabadellenc supervivent del camp de concentració nazi de Mauthausen. Era net de Feliu Crespí i Cirera, alcalde federal de Sabadell durant la I República.

## Biografia
Conrad Crespí, fill de Feliu Crespí i Soler i Antònia Vergés i Pintó, va cursar els primers estudis escolars al col·legi del pedagog sabadellenc Josep Roura i Trias, i va completar la seva formació al Centre de Dependents del Comerç i de la Indústria i va exercir de comptable. Va ser membre de la Junta del Foment de la Sardana, i del Club Natació Sabadell, com també fundador de l'Esbart Dansaire (octubre 1930). De molt jove milità al Círcol Republicà Federal i més endavant a Estat Català i a Esquerra Republicana de Catalunya. Fou també soci d'Òmnium Cultural. Es casà amb Emília Niubó Domènech. Van tenir tres fills, Enric, Maria Antonia i Feliu.
El febrer de 1939 hagué d'exiliar-se a França, on s'incorporà a la 15a Companyia de Treballadors Estrangers. Va ser fet presoner pels alemanys a Bray-Dunes, prop de Dunkerque, el juny de 1940 (el 4 d'abril o el mes de juny depenent de la font) i fou internat al camp de Mauthausen, d'on aconseguí sortir formant part d'un transport d'invàlids vers el camp de Dachau, en què les condicions no eren tan dures (concretament va dir que Dachau era gairebé un "sanatori" al costat de Mauthausen). El seu itinerari, doncs, va ser Stalag XVII-B Krems-Gneixendorf, Mauthausen i Dachau. Va ser alliberat per l'exèrcit americà el 29 d'abril de 1945. Tornà a Sabadell el 23 d'agost de 1946.
Després d'un període de recuperació, va reprendre la seva vida i treballà, fins a la seva jubilació, a l'empresa tèxtil de Joaquim Magem i Llagostera.